# Zapoapa
Zapoapa är en ort i Mexiko.   Den ligger i kommunen Taxco de Alarcón och delstaten Guerrero, i den södra delen av landet, 120 km sydväst om huvudstaden Mexico City. Zapoapa ligger 1 401 meter över havet och antalet invånare är 380.
Terrängen runt Zapoapa är huvudsakligen kuperad, men norrut är den bergig. Runt Zapoapa är det ganska glesbefolkat, med 50 invånare per kvadratkilometer. Närmaste större samhälle är Iguala de la Independencia, 16,3 km sydost om Zapoapa. I omgivningarna runt Zapoapa växer huvudsakligen savannskog.